# Elizabeth H. Bradley
Elizabeth Howe Bradley (* 1962) ist eine US-amerikanische Wirtschaftswissenschaftlerin und Hochschullehrerin. Sie ist Professorin für Politikwissenschaft und Professorin für Wissenschaft, Technologie und Gesellschaft und seit 2017 die elfte Präsidentin des Vassar College.

## Leben und Werk
Bradley schloss ihr Wirtschaftsstudium 1984 an der Harvard University mit Auszeichnung ab und erwarb 1986 einen Master of Business Administration an der University of Chicago. Sie promovierte 1996 in Gesundheitsökonomie an der Yale University mit der Dissertation Concentration in health policy and health economics. Research interests: quality of care, global health, end-of-life care.
Anschließend war sie an der Yale University School of Public Health bis 1997 Instruktor, bis 2002 Assistent Professor und dann bis 2009 Associate Professor. Sie wurde dann dort Professor of International and Area Studies am McMillan Center for International and Area Studies. Von 2009 bis 2017 forschte sie an der Yale School of Public Health and Graduate School of Arts and Sciences und war von 2016 bis 2017 Brady-Johnson Professor of Grand Strategy an der Yale University.
2017 wurde sie am Vassar College Professor of Political Science and of Science of Technology und wurde die elfte Präsidentin des College.
Bradley ist verheiratet und hat drei Kinder.

## Forschung und internationale Arbeit
Die Forschung von Bradley konzentriert sich auf Gesundheitsversorgungssysteme und Qualitätsverbesserung. Ihre Arbeit in den USA konzentriert sich auf die Qualität der Krankenhausversorgung von Patienten mit Herzinfarkten sowie auf die Nutzung und Qualität von Hospizdiensten. Sie ist in internationale Projekte eingebunden, darunter in der Volksrepublik China, Ägypten, Äthiopien, Liberia, Südafrika und das Vereinigte Königreich, die sich auf die Stärkung der Gesundheitssysteme konzentrieren. Sie und ihre Kollegen haben den ersten Masterstudiengang für Krankenhaus- und Gesundheitsmanagement auf dem afrikanischen Kontinent geschaffen.
Bradley war an der Yale University im Rwanda Human Resources for Health Program tätig, das von Präsident Bill Clinton und der Clinton Global Initiative 2012 ausgezeichnet wurde. Sie erhielt ein Stipendium der Bill & Melinda Gates Foundation, das einen neuartigen Rahmen für die Verbreitung und weitreichende Nutzung von Gesundheitsinnovationen entwickelte, und sie leitet das Yale African Women’s Forum for Strategic Impact.
Bradley hat mehr als 300 Aufsätze und 35 Buchkapitel veröffentlicht und ist Mitautorin von drei Büchern. Sie wurde 2017 in die National Academy of Medicine gewählt und ist Mitglied des Council on Foreign Relations.

## Auszeichnungen und Ehrungen
- Mitglied der Global Agenda for Healthcare Systems des Weltwirtschaftsforums
- 2002: Donaghue Investigator Program Award, Donaghue Medical Research Foundation[4]
- 2003: John D. Thompson Investigator Award für Gesundheitsversorgungsforschung[5]
- 2015: Global Impact Honoree, Connecticut Women’s Hall of Fame[6]
- 2018: William B. Graham Prize for Health Services Research
- 2023: Wilbur Cross Medal
- 2025: Mitglied der American Academy of Arts and Sciences

## Veröffentlichungen (Auswahl)
- mit Lauren Taylor, Annabel Tan, Caitlin Coyle, Chima Ndumele, Eika Rogan, Maureen Canavan, Leslie Curry: Leveraging the Social Determinants of Health: What Works?. PLOS ONE. 11 (8), 2016. doi:10.1371/journal.pone.0160217.
- Shortell and Kaluzny's Healthcare Management: Organization, Design and Behavior, 7th edition. Clifton Park, NY: Delmar, 2019.
- The American Health Care Paradox: Why Spending More Is Getting Us Less. New York, NY: Perseus Book Group, 2013, ISBN 978-1-6103-9209-9.
- Public and Private Responsibilities in Long Term Care. Baltimore, MD: The Johns Hopkins University Press, 1998.